# František Šnajdauf
František Šnajdauf (* 5. února 1954) je český politik, v 90. letech 20. století krátce poslanec Poslanecké sněmovny za Unii svobody.

## Biografie
Po vysokoškolském studiu pracoval od roku 1980 v sektoru bankovnictví, po roce 1989 působil v oboru úvěrování soukromých firem. Od roku 1996 byl živnostníkem. Vybudoval kavárnu ve Františkových Lázních. Je ženatý. V roce 1996 se profesně uvádí jako vedoucí oddělení Komerční banky.
Ve volbách v roce 1996 kandidoval do poslanecké sněmovny za ODS (volební obvod Západočeský kraj). Nebyl zvolen, ale mandát získal dodatečně v únoru 1998 jako náhradník poté, co rezignoval poslanec Tomáš Březina. Ve sněmovně setrval jen několik měsíců do voleb v roce 1998. Zasedal ve sněmovním výboru pro veřejnou správu, regionální rozvoj a životní prostředí. Ve volbách v roce 1996 kandidoval za ODS, ale v době nástupu do parlamentu již nebyl jejím členem, krátce pak ve sněmovně působil jako nezařazený poslanec a koncem února 1998 vstoupil do poslaneckého klubu nově vzniklé Unie svobody.
V roce 2001 se stal místopředsedou krajské organizace Unie svobody v Karlovarském kraji. Zároveň se uvádí jako předseda okresní organizace strany v Chebu.
V komunálních volbách roku 1994, komunálních volbách roku 1998, komunálních volbách roku 2002 a komunálních volbách roku 2006 byl zvolen do zastupitelstva města Františkovy Lázně, v roce 1994 za ODS, pak v letech 1998 a 2002 za Unii svobody a roku 2006 za koalici US-DEU a nezávislí kandidáti. O zvolení do tamního zastupitelstva se pokoušel i v komunálních volbách roku 2010 za sdružení Alternativa, ale nebyl zvolen. Profesně se uvádí jako realitní poradce a živnostník. V roce 2010 rozhodl vrchní soud, že se Šnajdauf musí omluvit starostovi Františkových Lázní Ivo Mlátilíkovi za výrok, který pronesl na zasedání zastupitelstva. Mělo jít o výrok: „běž do prdele vole“, který měl být explicitně zmíněn v Šnajdaufově veřejné omluvě. V roce 2012 ale Nejvyšší soud předchozí rozsudek zrušil a Šnajdauf neměl být nucen k omluvě.
V sněmovních volbách v roce 2010 byl lídrem na kandidátce strany Občané.cz pro Karlovarský kraj, coby člen hnutí Alternativa. Mandát ale nezískal.
Po komunálních volbách roku 2014 se stal místostarostou Františkových Lázní.